# Ibrahima Bamba
Ibrahima Kader Ariel Bamba (Vercelli, 22 aprile 2002) è un calciatore italiano con cittadinanza ivoriana, difensore dell'Al-Duhail.

## Carriera

### Club
Nato in Italia da una famiglia originaria della Costa d'Avorio, inizia a giocare nelle giovanili della squadra della sua città, la Pro Vercelli, fino al 2020, quando viene acquistato dal Vitória Guimarães. Inizialmente aggregato alla rosa della seconda squadra, il 26 gennaio 2022 firma il suo primo contratto da professionista con il Vitória Guimarães, con scadenza nel 2025 e una clausola rescissoria di 30 milioni di euro. Il 27 febbraio successivo debutta in prima squadra, venendo schierato nell'incontro di Primeira Liga perso per 3-0 sul campo del Benfica, partita nella quale subentra al 58' ad Alfa Semedo.
Il 13 luglio 2023 viene acquistato dall'Al-Duhail.

### Nazionale
Il 24 maggio 2022 viene convocato dal CT della nazionale maggiore italiana Roberto Mancini per un raduno di tre giorni che fa parte di un percorso intrapreso dalla FIGC per ampliare la base dei calciatori selezionabili per la nazionale maggiore, in sostituzione dell'infortunato Lorenzo Lucca.

## Statistiche

### Presenze e reti nei club
Statistiche aggiornate al 10 gennaio 2023.
| Stagione                 | Squadra                  | Campionato               | Campionato | Campionato | Coppe nazionali | Coppe nazionali | Coppe nazionali | Coppe continentali | Coppe continentali | Coppe continentali | Altre coppe | Altre coppe | Altre coppe | Totale | Totale |
| Stagione                 | Squadra                  | Comp                     | Pres       | Reti       | Comp            | Pres            | Reti            | Comp               | Pres               | Reti               | Comp        | Pres        | Reti        | Pres   | Reti   |
| ------------------------ | ------------------------ | ------------------------ | ---------- | ---------- | --------------- | --------------- | --------------- | ------------------ | ------------------ | ------------------ | ----------- | ----------- | ----------- | ------ | ------ |
| 2020-2021                | Vitória Guimarães B      | CdP                      | 16         | 1          |                 | -               | -               |                    | -                  | -                  |             | -           | -           | 16     | 1      |
| 2021-2022                | Vitória Guimarães B      | L3                       | 7          | 0          |                 | -               | -               |                    | -                  | -                  |             | -           | -           | 7      | 0      |
| gen.-giu. 2022           | Vitória Guimarães        | PL                       | 7          | 0          | CP+CdL          | -               | -               |                    | -                  | -                  |             | -           | -           | 7      | 0      |
| 2022-2023                | Vitória Guimarães        | PL                       | 28         | 0          | CP+CdL          | 3+3             | 0               | UECL               | 1                  | 0                  |             | -           | -           | 35     | 0      |
| Totale Vitoria Guimaraes | Totale Vitoria Guimaraes | Totale Vitoria Guimaraes | 35         | 0          |                 | 6               | 0               |                    | 1                  | 0                  |             | -           | -           | 42     | 0      |
| 2023-2024                | Al-Duhail                | QSL                      | 2          | 0          | CQ+QSC          | 0+2             | 0+0             | ACL                | 3                  | 0                  | -           | -           | -           | 7      | 0      |
| Totale carriera          | Totale carriera          | Totale carriera          | 60         | 1          |                 | 8               | 0               |                    | 4                  | 0                  |             | -           | -           | 72     | 1      |